# Xã South Fork, Quận Adams, Bắc Dakota
Xã South Fork (tiếng Anh: South Fork Township) là một xã thuộc quận Adams, tiểu bang Bắc Dakota, Hoa Kỳ. Năm 2010, dân số của xã này là 11 người.